# Bois-lès-Pargny
Bois-lès-Pargny – miejscowość i gmina we Francji, w regionie Hauts-de-France, w departamencie Aisne.
Według danych na styczeń 2014 roku gminę zamieszkiwało 195 osób, a gęstość zaludnienia wynosiła 19,1 osób/km².